# Тарханка (Красноярский край)
Тарханка — деревня в Ужурском районе Красноярского края России. Входит в состав Солгонского сельсовета.

## География
Деревня расположена в 62 км к северо-востоку от районного центра Ужур.

## Население
| 2010 |
| ---- |
| 278  |

На 2011 год население составляло 253 человека.